# Општина Цинтешти (Бузау)
Цинтешти (рум. Ţinteşti) општина је у Румунији у округу Бузау.
Oпштина се налази на надморској висини од 75 m.